# Kinder- und Jugendplan des Bundes
Der Kinder- und Jugendplan des Bundes (KJP) (bis 1993 Bundesjugendplan) ist ein Fördertopf der Bundesregierung für die politische und kulturelle Kinder- und Jugendarbeit in Deutschland.
Der erste Bundesjugendplan wurde am 18. Dezember 1950 verkündet. Die neue Einrichtung, im ersten Jahr mit 17,5 Millionen D-Mark ausgestattet, sollte ein Gegenprojekt zu den vorangegangenen totalitären und zentralistischen Jugendorganisationen des „Dritten Reiches“ (Hitlerjugend, Bund Deutscher Mädel) werden. Deshalb wurden zunächst vor allem weltanschaulich unabhängige Träger der Jugendarbeit gefördert. Zunächst standen die zahlreichen Kriegswaisen im Brennpunkt, für die vor allem Lehrwerkstätten und Jugendheime errichtet wurden.
In den folgenden Jahrzehnten gab es immer wieder Kritik am Bundesjugendplan, weil das in ihm enthaltene Geld aufgrund der beschränkten Zuständigkeit des Bundes für Jugendförderung immer stärker an Verbände, unter anderem mit Nähe zu Kirchen und Gewerkschaften, und weniger an unabhängige Jugendprojekte auf kommunaler und regionaler Ebene floss.
Auch der internationale Jugendaustausch wurde und wird gefördert. Inzwischen ist zudem die politische Bildung wichtiger geworden als in den Anfangsjahren. Im Jahr 2013 waren im Haushaltsplan des BMFSFJ 148 Millionen Euro für den KJP veranschlagt.